# Umberto Boccioni

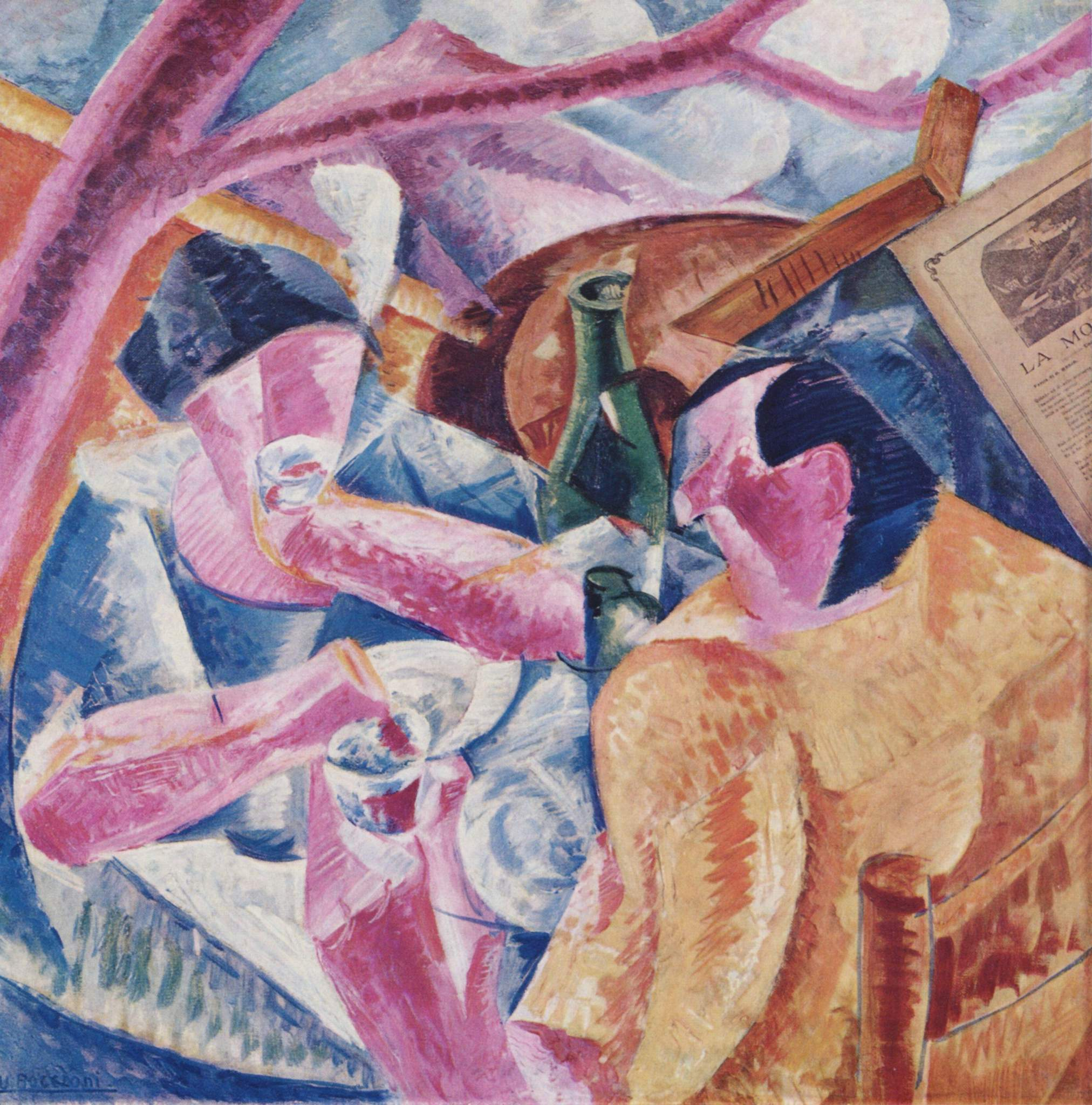
Umberto Boccioni. Onder de Pergola in Napels. 1914. Olieverf op doek. 83 × 83 cm. Milaan, Civico Museo d'Arte Contemporanea.

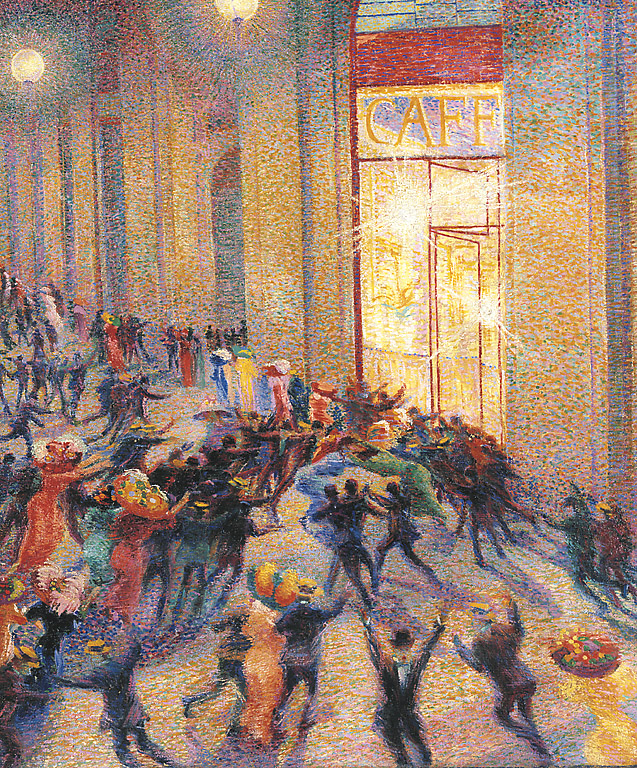
Umberto Boccioni. Vechtpartij in de Galleria. 1910. Olieverf op doek. 74 × 64 cm. Milaan, Palazzo Citterio.

Umberto Boccioni (Reggio Calabria, 19 oktober 1882 - Verona, 16 augustus 1916) was een Italiaanse schilder en beeldhouwer. Hij was een belangrijke exponent van het Futurisme.

## Biografie
Boccioni werd geboren in Reggio Calabria, zijn ouders waren afkomstig uit Emilia-Romagna. Toen zijn vader werd overgeplaatst naar Forlì, was Umberto nog maar een paar dagen oud. Hij bracht zijn kindertijd in deze stad door. In 1906 verhuisde hij voor korte tijd naar Parijs, waar hij schilderijen van Cézanne zag en de Impressionistische en Post-Impressionistische richtingen in de schilderkunst bestudeerde. Daarna bracht hij een bezoek van drie maanden aan Rusland, waarbij hij door eigen ervaring een kijk kreeg op de sociale onrust in dat land en de tekortkomingen van de Russische overheid. In 1907 keerde hij terug naar Italië. Boccioni heeft veel gereisd en heeft de gelegenheid gehad om vele musea te bezoeken, bijna een symbiose aangegaan met enkele kunstenaars die hij observeerde, vooral uit andere periodes zoals Michelangelo, maar ook met Francesco Filippini die hem zal inspireren voor onderzoek naar de Lombardische landschap en werken op het platteland, volgens de concepten van het Filipinisme.
In 1910 ondertekende hij met Carlo Carrà, Luigi Russolo, Giacomo Balla en Gino Severini het Manifesto dei pittori futuristi (het futuristisch schildersmanifest).
In mei 1916, werd hij opgeroepen om dienst te nemen in het Italiaanse leger en deel te nemen aan de gevechten van de Eerste Wereldoorlog. Hij werd soldaat in een artillerie regiment in Sorte, bij Verona. Op de 16de augustus 1916, werd hij tijdens een training van de cavalerie van zijn paard geworpen en werd door het paard vertrappeld. Hij stierf de volgende dag, op 33-jarige leeftijd.